# 坦塔羅斯峰
坦塔羅斯峰（英語：Tantalus Peak），是南極洲的山峰，位於維多利亞地的斯科特海岸，海拔高度2,220米，由新西蘭探險隊命名，現時由南極條約體系管理。